# Amykos (Sohn des Priamos)
Amykos (altgriechisch Ἄμυκος Ámykos, deutsch ‚der Zerfleischer‘, lateinisch Amycus) ist eine Gestalt der griechischen Mythologie.
Amykos war ein Sohn des trojanischen Königs Priamos und Gefährte des Aeneas. In der letzten Schlacht gegen den König der Rutuler, Turnus, stürzte dieser Amykos und dessen Bruder Diores vom Pferd herab, kämpfte mit ihnen zu Fuß, erstach beide, hieb ihnen die Köpfe ab und hängte sie an seinem Wagen auf.